# Ferenc Szusza
Ferenc Szusza (hongarès: Szusza Ferenc)  (Budapest, 1 de desembre de 1923 - Budapest, 1 d'agost de 2006) fou un futbolista hongarès de la dècada de 1940 i entrenador.
Pel que fa a clubs, sempre jugà a l'Újpest FC de 1941 a 1960. Fou internacional amb la selecció d'Hongria entre 1942 i 1956.
Posteriorment, fou entrenador a clubs com Győri ETO, Újpesti Dózsa, Górnik Zabrze, Reial Betis i Atlético de Madrid.
L'estadi de l'Újpest FC duu el seu nom.

## Palmarès
Újpest FC
- - Lliga hongaresa de futbol: 1945 primavera, 1945-46, 1946-47, 1959-60

Hongria
- - Copa dels Balcans: 1947

Individual
- - Futbolista hongarès de l'any: 1947[2]